# New Haven (Indiana)
New Haven – miasto w Stanach Zjednoczonych, w stanie Indiana, w hrabstwie Allen.